# Dendropsophus haddadi
Dendropsophus haddadi là một loài ếch thuộc họ Nhái bén.
Đây là loài đặc hữu của Brasil.
Môi trường sống tự nhiên của chúng là rừng ẩm vùng đất thấp nhiệt đới hoặc cận nhiệt đới, vùng cây bụi ẩm khu vực nhiệt đới hoặc cận nhiệt đới, đầm nước ngọt, đầm nước ngọt có nước theo mùa, đất canh tác, vườn nông thôn, các vùng đô thị, rừng thoái hóa nghiêm trọng, và ao.